# Kovostroj plzeňských pánů práce
Kovostroj plzeňských pánů práce (czes. kovostroj pilzeńskich panów pracy) - czwarty album czeskiej grupy Umbrtka. Został wydany w roku 2001.

## Lista utworów
1. "15' Umbrtka"
2. "Nejtěžší bytosti"
3. "Noční rozjímání před bojem"
4. "Čas perel"
5. "Píseň Undědova"
6. "StandarTní okruh"
7. "Kdyby radši praskla..."
8. "Umbrtkův dech"
9. "Přátelé ve špíně"
10. "Řád žebravých somráků"
11. "Muž s míchačkou"
12. "Výkopová válka"
13. "Svržení slunce"
14. "Okruh popílkoviště a sny o špíně"
15. "Plzeň"